# کلترن
کلترن (به آلمانی: Keltern) یک شهر در آلمان است که در انتسکرایس واقع شده‌است. کلترن ۹٬۰۶۵ نفر جمعیت دارد.